# 投毒捕鱼
投毒捕鱼（英語：Poison fishing）是使用毒物（比如氰化钠）投入水中将鱼类被毒晕或毒死之后进行捕捞的一种捕鱼方法。

## 概述

### 危害
毒鱼期间，不论大小鱼类，全部都难以逃脱被毒晕或毒死的结果，它导致鱼类不孕，鱼卵、虾卵、泥鳅卵等都会被毒死，水中的无脊椎动物也受到伤害，毒鱼使得鱼类灭绝，生态系统受损，渔业资源枯竭。
人食用毒死的鱼类对人也有危险，残存鱼类体内的毒素会进入人体内，造成癌症等疾病。
毒鱼也影响水质，毒素在水中使得人类和牲畜饮水不安全，毒死后的鱼类的尸体在水中腐烂变质，造成水质的损坏，漂浮的尸体则被家禽、水鸟等食用，使得家禽、水鸟中毒而死。
在中国大陆农村，农民常常使用打虫的上海青等杀虫剂、蚊香、白酒搅拌在一起，然后撒入河流上游，河水把毒素往下游流，把毒晕的鱼类带到下游，人则站在下游的河中用抄网舀鱼。

## 法律

### 中国大陆
《中华人民共和国渔业法》第三十条规定：“禁止使用炸鱼、毒鱼、电鱼等破坏渔业资源的方法进行捕捞”。
《中华人民共和国刑法》：“对违反保护水产资源法规，在禁渔区、禁渔期或者使用禁用工具、方法捕捞水产品，情节严重的，处三年以下有期徒刑、拘役、管制或罚金”。